# Mawouna Amevor
Mawouna Amevor, né le 16 décembre 1991, est un footballeur togolais évoluant actuellement au poste d'arrière droit au FC Dordrecht.

## Biographie
Amevor joue pour la première fois avec le Togo le 11 octobre 2014 contre l'Ouganda.
Le 3 juillet 2015, il rejoint Notts County. Après une saison passée au sein du club britannique, il retourne au FC Dordrecht au cours de l'été 2016.